# 亚瓜哈伊战役
亚瓜哈伊战役（1958年12月19日—30日）是古巴革命期间，起义军在古巴圣克拉拉附近的亚瓜哈伊对巴蒂斯塔政府军取得的一场决定性胜利。